# Samantha Smith (tenisistka)
Samantha Smith (ur. 27 listopada 1971 w Loughton, Essex), tenisistka brytyjska, reprezentantka w Pucharze Federacji.
Praworęczna zawodniczka, większość kariery grała w turniejach niższej rangi niż główny cykl WTA Tour, ale dzięki swojej narodowości mogła liczyć na regularne starty w Wimbledonie. Właśnie na tym wielkoszlemowym turnieju osiągnęła największy sukces w karierze - IV rundę (1/8 finału) w 1998; w III rundzie pokonała siódmą zawodniczkę świata i była triumfatorkę Wimbledonu, Hiszpankę Conchitę Martínez (2:6, 6:3, 7:5), w kolejnym meczu uległa Francuzce Nathalie Tauziat (3:6, 1:6). Ten i inne udane występy zapewniły jej najwyższe miejsce w karierze w rankingu - nr 55 w lutym 1999. W deblu najwyżej była klasyfikowana na pozycji nr 126 w czerwcu 1990. Łącznie wygrała trzy turnieje singlowe i pięć deblowych w cyklu ITF Women's Circuit. Wystąpiła w ośmiu turniejach wimbledońskich (poza wynikiem z 1998 zawsze odpadając w I rundzie), a także sześciu innych turniejach wielkoszlemowych. Wśród innych znanych zawodniczek, które udało się jej pokonać, były m.in. Patty Schnyder, Łarysa Sawczenko-Neiland, Yayuk Basuki, Virginia Ruano Pascual.
W latach 1996–1999 regularnie reprezentowała Wielką Brytanię w Pucharze Federacji, występy zakończyła bilansem 10 zwycięstw i 5 porażek. Seria poważnych kontuzji przyczyniła się do zakończenia przez Smith kariery sportowej w 2001; na sportowej emeryturze zajmuje się m.in. komentowaniem tenisa, głównie dla stacji BBC. Ukończyła studia historyczne na University of Exeter.